# Ciclismo su strada
Il ciclismo su strada è la specialità più popolare e più seguita tra quelle del ciclismo sportivo. Si svolge sulle strade di tutti i giorni, senza aver bisogno di usufruire di particolari strutture dedicate come accade invece per altre specialità come il ciclismo su pista o il BMX.

## Storia

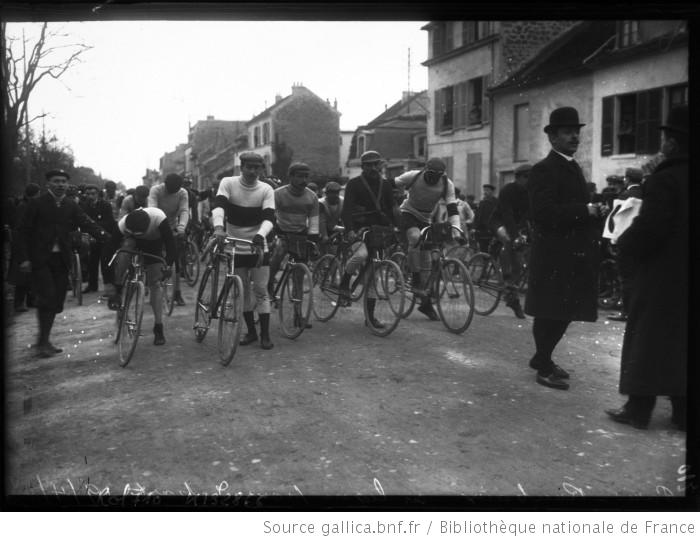
La partenza della Parigi-Roubaix del 1908

Le competizioni ciclistiche su strada cominciano a essere organizzate, contemporaneamente alla diffusione della bicicletta, perlopiù in Europa occidentale a partire dalla seconda metà dell'Ottocento. La prima gara su strada in assoluto si ritiene essere stata quella organizzata il 31 maggio 1868 dal Vélo Club Parisien su un tratto di 1200 metri all'interno del Parco di Saint-Cloud, vicino a Parigi, e vinta da James Moore, un inglese residente in Francia. La prima corsa a coprire la distanza fra due città si ritiene sia invece stata la Parigi-Rouen, nel 1869, vinta sempre da Moore, che riuscì a coprire i 123 chilometri del percorso in 10 ore e 40 minuti.
Il successo delle prime corse è tale che in breve nascono molti club ciclistici e si cominciano a organizzare varie gare di resistenza, di velocità e di acrobazie. In Italia la prima corsa ciclistica su strada a essere disputata è la Firenze-Pistoia, corsa il 2 febbraio 1870 grazie all'organizzazione del neo costituito Veloce Club Firenze, con 19 dei 23 concorrenti iscritti a sfidarsi sulla distanza di 33 chilometri tra le due città. Tra gli iscritti vi erano infatti concorrenti di Stati Uniti, Francia, Belgio; vinse lo statunitense Rynner Van Heste davanti al francese Auguste Charles, terzo un altro francese, Alexandre De Sariette.
Dieci anni dopo a Londra viene fondata la Federazione ciclistica britannica (Bicycle Union) e tre anni dopo, nel 1883, si disputano i primi campionati mondiali per bicicli, a Leicester, vinti dal francese Frédéric de Civry (tali campionati non sono però riconosciuti dall'Unione Ciclistica Internazionale). Ne 1885 il titolo italiano su strada viene vinto da Giuseppe Loretz, sul percorso Milano-Cremona-Milano di 160 km. Nel 1885 si costituisce anche in Italia l'Unione Velocipedistica Italiana e nel 1892 nasce un organismo internazionale, l'International Cyclist Association, atto a regolamentare e mettere ordine tra le varie federazioni ciclistiche nazionali. Nel 1896 il ciclismo su strada è incluso nel programma dei I Giochi olimpici dell'Era moderna, con un percorso di 87 km tra Atene e Maratona e sette ciclisti al via (vince il greco Aristeidīs Kōnstantinidīs).
Intorno al 1900 iniziano a disputarsi alcune classiche che si corrono ancora oggi: nel 1892 la Liegi-Bastogne-Liegi (che per la sua antichità è detta la Doyenne, "la decana" delle corse), nel 1893 la Parigi-Bruxelles, nel 1896 la Parigi-Roubaix, nel 1905 il Giro di Lombardia, nel 1907 la Milano-Sanremo. Per quanto concerne le corse a tappe per professionisti, nel 1903 nasce il Tour de France, nel 1908 il Giro del Belgio, nel 1909 il Giro d'Italia, nel 1911 la Volta a Catalunya.
Le gare si svolgevano allora su percorsi molto lunghi, anche oltre i 500 km (come la Gran Fondo corsa in Italia a inizio Novecento), e potevano durare 24 ore e più. Nelle corse a tappe si correva ogni due-tre giorni, per dare ai corridori il tempo di riposare. Le strade erano per lo più sterrate e spesso piene di buche, causa di guasti e forature; i corridori gareggiavano senza assistenza tecnica e dovevano riparare le biciclette da soli. Non esisteva il cambio di velocità e salite e discese si affrontavano con lo stesso rapporto. Tra i protagonisti di quest'era eroica vi sono Giovanni Gerbi, Luigi Ganna (vincitore del primo Giro d'Italia) e il francese Lucien Petit-Breton.

Merckx e Gimondi al Giro d'Italia 1970

In seguito si inizia a ridurre la distanza, che diventa in media di 200–300 km, e le corse a tappe si disputano in giorni consecutivi. Negli anni venti nasce il primo dualismo tra i più forti campioni di allora, Costante Girardengo e Alfredo Binda. Nel 1927 si disputano i primi campionati del mondo per professionisti (quelli per i dilettanti avevano avuto inizio nel 1921): la prima edizione è vinta da Binda. L'epoca d'oro del ciclismo su strada si può collocare tra gli anni trenta e cinquanta, nonostante l'interruzione imposta dalla Seconda guerra mondiale: in questi anni tale sport compete in popolarità col calcio, le gare richiamano grandissime folle e sulle strade si sfidano grandi campioni come Learco Guerra, Gino Bartali, Fausto Coppi, Louison Bobet, Hugo Koblet, Ferdi Kübler, Fiorenzo Magni, Rik Van Steenbergen. In questo periodo vengono anche affrontate per la prima volta montagne che diventeranno leggendarie, come i passi delle Dolomiti, il Galibier, l'Izoard, lo Stelvio, l'Alpe d'Huez. Nel 1949 Coppi vince per la prima volta Giro e Tour nello stesso anno.
Tra gli anni cinquanta e sessanta i grandi campioni del ciclismo su strada sono Jacques Anquetil, Federico Bahamontes, Charly Gaul, Gastone Nencini e Rik Van Looy. Nel 1958 si svolge il primo campionato del mondo femminile, vinto dalla lussemburghese Elsy Jacobs. A cavallo tra gli anni sessanta e settanta si impone la figura del belga Eddy Merckx, generalmente considerato il più grande corridore di tutti i tempi, soprannominato "il Cannibale" per la sua fame insaziabile di vittorie (più di 500 successi in carriera). I suoi principali rivali sono Felice Gimondi, Luis Ocaña, José Manuel Fuente e Roger De Vlaeminck. Tra gli anni settanta e ottanta emergono corridori come Francesco Moser, Giuseppe Saronni, Bernard Hinault, Laurent Fignon, Greg LeMond e Gianni Bugno. Nel 1984 anche il ciclismo su strada femminile entra nel programma dei Giochi olimpici, mentre risale al 1996 l'apertura delle prove maschili olimpiche anche ai ciclisti professionisti.

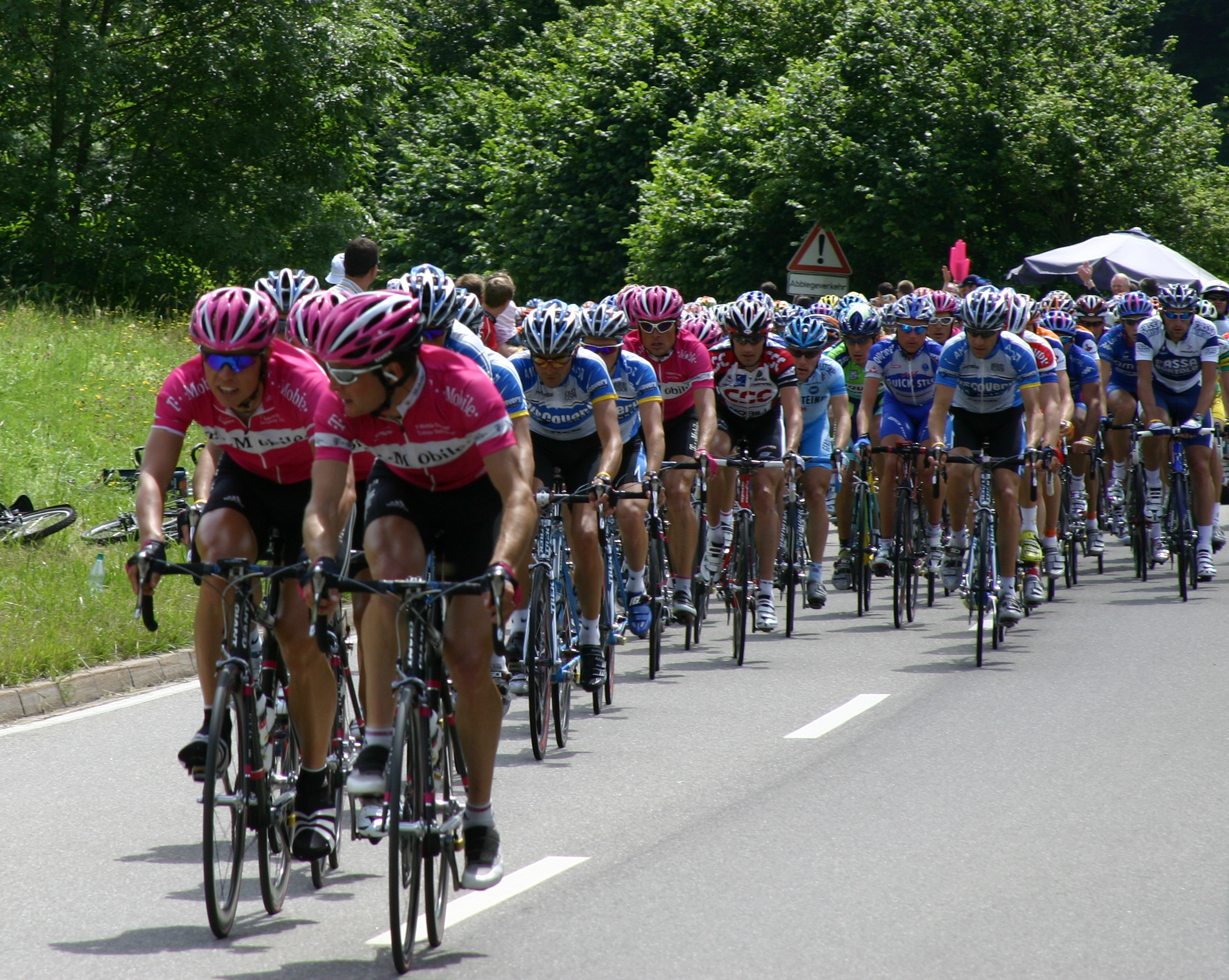
Ciclisti presso Bad Herrenalb durante il Tour de France 2005

Gli ultimi anni vedono una tendenza degli "stradisti" alla specializzazione: mentre i grandi campioni del passato vincevano in tutti i tipi di corse, oggi i corridori normalmente si specializzano solo sulle corse in linea, o solo su quelle a tappe (dove è necessaria resistenza in salita), sugli arrivi in volata o sulle sole gare a cronometro. È emblematico il caso di Lance Armstrong, che dal 1999 al 2005 ha vinto sette edizioni consecutive del Tour de France (successi poi revocati per doping) riducendo al minimo la presenza in altri tipi di corse. Tra gli altri grandi "specialisti" degli ultimi decenni si possono citare lo scalatore Marco Pantani, il velocista Mario Cipollini e il cronoman Tony Martin.

## Descrizione

### Tipi di gara
Le competizioni ciclistiche su strada si dividono normalmente, per il tipo di specialità, in corse in linea e corse a cronometro, oppure, per la durata della prova, in corse di un solo giorno e corse a tappe.
Nelle corse in linea, la partenza viene data a tutti i corridori simultaneamente e vince chi taglia per primo la linea d'arrivo. In caso di arrivi combattuti o di gruppo, si utilizza il fotofinish per determinare l'ordine di arrivo senza errori. Nelle corse a cronometro, invece, ciascun corridore parte separatamente dagli altri (solitamente a intervalli di uno, due o tre minuti, a seconda della lunghezza del percorso); vince chi copre il percorso nel minor tempo. In questo tipo di gare è proibito sfruttare la scia del corridore che precede.

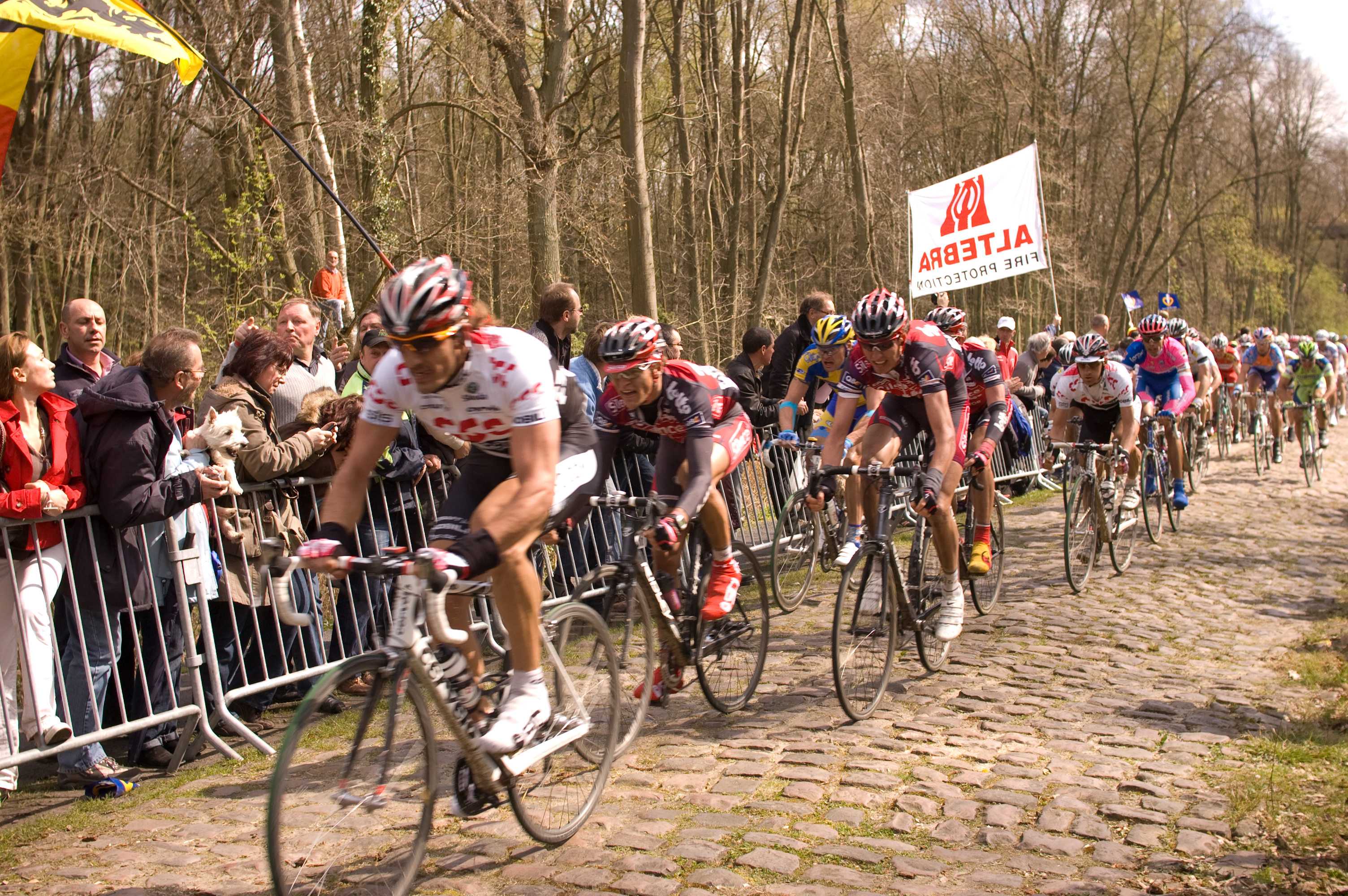
Passaggio di ciclisti alla Parigi-Roubaix 2008 (Foresta di Arenberg)

Le corse di un solo giorno vengono svolte in un'unica soluzione: il percorso viene affrontato senza interruzioni e ripartenze. Le principali corse in linea maschili sono lunghe in genere tra i 200 e i 300 km, mentre quelle femminili si attestano su percorsi di metà lunghezza; le corse a cronometro sono più brevi, raramente oltre i 60 km per le prove maschili e i 35 km per quelle femminili. Le corse a tappe invece si sviluppano su più frazioni, chiamate appunto "tappe", che si svolgono di solito in giorni consecutivi. La classifica viene compilata sommando, per ciascun corridore, il tempo impiegato nelle varie tappe: vince chi impiega il minor tempo complessivo. I corridori devono portare a termine tutte le tappe, pena la squalifica. In genere la maggior parte delle tappe si corre in linea, ma vi possono essere delle tappe a cronometro.
In base al tipo di gara si distinguono vari tipi di atleti/ciclisti con caratteristiche diverse quali velocista, passista, scalatore, finisseur e cronoman. Tipicamente in ambito agonistico i corridori corrono all'interno di squadre ciclistiche con staff tecnico e dirigenziale, all'interno del quale di gara in gara si individuano i cosiddetti capitani e i gregari.

### Principali competizioni
Le corse su strada per ciclisti delle categorie Elite/Under-23 si svolgono secondo un calendario ciclistico annuale governato dall'Unione Ciclistica Internazionale (UCI). Le corse più importanti a livello maschile, per tradizione e per il valore dei corridori che vi prendono parte, sono:

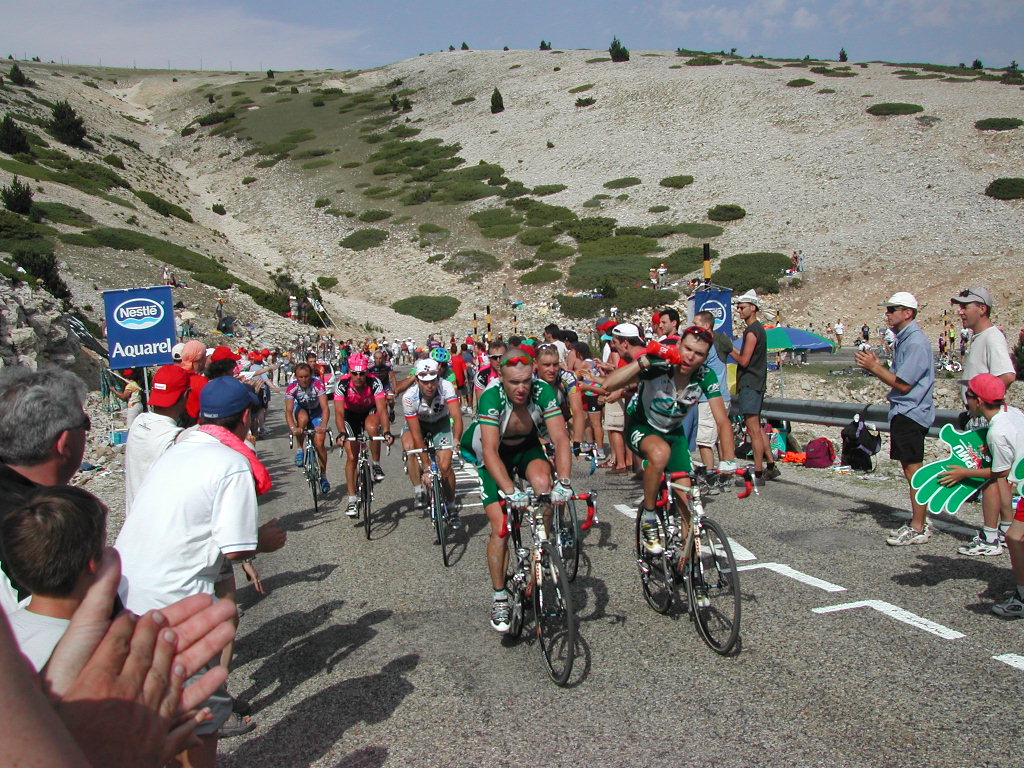
Ciclisti al Tour de France sul Mont Ventoux

- i Grandi Giri, anche chiamati le "grandi corse a tappe": il Giro d'Italia, il Tour de France, la Vuelta a España. Questi si svolgono su 20-22 tappe nell'arco di tre settimane, su una distanza complessiva superiore ai 3000 km, nel periodo che va da maggio a settembre;
- le Classiche, cioè le principali corse in linea. Tra queste le più antiche e prestigiose (le 5 "Classiche Monumento") sono la Milano-Sanremo, il Giro delle Fiandre, la Parigi-Roubaix e la Liegi-Bastogne-Liegi, che si svolgono in quest'ordine tra marzo e aprile di ogni anno, e il Giro di Lombardia, che si svolge in ottobre e conclude tradizionalmente la stagione (negli ultimi anni però si disputano corse di minore importanza anche durante l'inverno);

A livello maschile e femminile vanno poi citati:
- i campionati del mondo, che si svolgono annualmente nella seconda parte della stagione (negli ultimi anni alla fine di settembre) e designano l'atleta campione del mondo nelle diverse categorie e specialità, riconoscibile nelle gare cui prende parte dalla maglia iridata;
- i Giochi olimpici, che si svolgono normalmente in estate ogni quattro anni. Dal 1996 sono in programma in tutto quattro competizioni di ciclismo su strada, due gare in linea (maschile e femminile) e due prove individuali a cronometro (maschile e femminile);
- i campionati continentali, che si svolgono annualmente, anche se in periodi diversi dell'anno a seconda del continente (ogni federazione continentale organizza infatti il proprio campionato). I vincitori di queste prove (nelle specialità in linea e a cronometro) indossano normalmente una maglia con i colori della federazione continentale;
- i campionati nazionali, che si svolgono generalmente in giugno. Ogni federazione nazionale organizza il proprio campionato. I vincitori di queste prove (nelle specialità in linea e a cronometro) indossano una maglia con i colori nazionali.

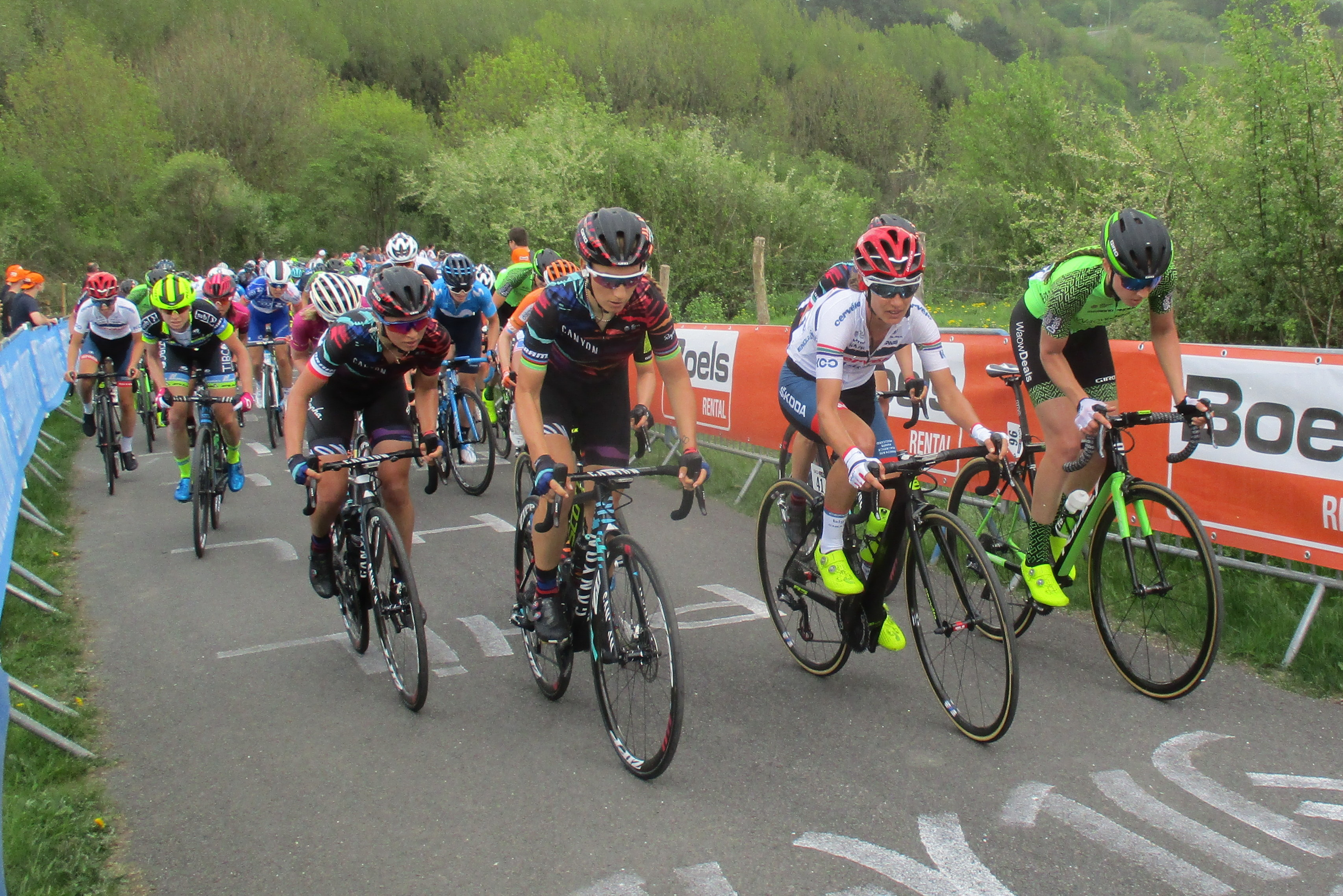
Cicliste impegnate nella Liegi-Bastogne-Liegi femminile 2018

Nel 1989 l'UCI ha riunito le principali classiche maschili in una competizione chiamata Coppa del mondo, con classifica a punti, sull'arco di dieci prove (nei primi anni vi era anche una prova finale a cronometro). Il leader di questa classifica indossava nelle gare di coppa una maglia con la banda iridata posta in verticale anziché in orizzontale. Disputatasi fino al 2004, nel 2005 la Coppa del mondo è stata sostituita da una nuova competizione chiamata UCI ProTour la quale comprende tutte le maggiori corse ciclistiche, siano esse corse di un giorno o corse a tappe, e che dal 2011 ha preso la denominazione di UCI World Tour. Alle gare del calendario mondiale si aggiungono gare minori che appartengono ai cosiddetti circuiti continentali UCI.
Nell'ambito dell'attività femminile nel 1998 è stata introdotta, in maniera del tutto similare a quanto già avvenuto a livello maschile, la Coppa del mondo, comprendente le principali prove in linea del calendario; tale rassegna è stata sostituita nel 2016 da un circuito di gare, chiamato UCI Women's World Tour, che prevede classiche e corse a tappe (tra cui, come in campo maschile, il Giro d'Italia e, nuovamente dal 2022, il Tour de France).

## Statistiche

### Ciclisti più vincenti
Legenda:
S=Milano-Sanremo - F=Giro delle Fiandre - R=Parigi-Roubaix - B=Liegi-Bastogne-Liegi - L=Giro di Lombardia - G=Giro d'Italia - T=Tour de France - V=Vuelta a España - M=Campionati mondiali professionisti/Elite - O=Giochi olimpici dilettanti/Elite
| Ciclista            | Paese    | S | F | R | B | L | G | T | V | M | O | Totale |
| ------------------- | -------- | - | - | - | - | - | - | - | - | - | - | ------ |
| Eddy Merckx         | Belgio   | 7 | 2 | 3 | 5 | 2 | 5 | 5 | 1 | 3 |   | 33     |
| Fausto Coppi        | Italia   | 3 |   | 1 |   | 5 | 5 | 2 |   | 1 |   | 17     |
| Bernard Hinault     | Francia  |   |   | 1 | 2 | 2 | 3 | 5 | 2 | 1 |   | 16     |
| Tadej Pogačar       | Slovenia |   | 2 |   | 3 | 4 | 1 | 4 |   | 1 |   | 15     |
| Alfredo Binda       | Italia   | 2 |   |   |   | 4 | 5 |   |   | 3 |   | 14     |
| Gino Bartali        | Italia   | 4 |   |   |   | 3 | 3 | 2 |   |   |   | 12     |
| Costante Girardengo | Italia   | 6 |   |   |   | 3 | 2 |   |   |   |   | 11     |
| Roger De Vlaeminck  | Belgio   | 3 | 1 | 4 | 1 | 2 |   |   |   |   |   | 11     |
| Felice Gimondi      | Italia   | 1 |   | 1 |   | 2 | 3 | 1 | 1 | 1 |   | 10     |
| Rik Van Looy        | Belgio   | 1 | 2 | 3 | 1 | 1 |   |   |   | 2 |   | 10     |
| Sean Kelly          | Irlanda  | 2 |   | 2 | 2 | 3 |   |   | 1 |   |   | 10     |

### Record
| Descrizione                                                        | Record | Ciclista                                                                   |
| ------------------------------------------------------------------ | ------ | -------------------------------------------------------------------------- |
| Maggior numero di vittorie in carriera                             | 286    | Eddy Merckx                                                                |
| Maggior numero di vittorie in una sola stagione                    | 54     | Eddy Merckx, Freddy Maertens                                               |
| Maggior numero di tappe vinte nei Grandi Giri                      | 65     | Eddy Merckx                                                                |
| Maggior numero di vittorie nella classifica finale dei Grandi Giri | 11     | Eddy Merckx                                                                |
| Maggior numero di vittorie nelle Classiche monumento               | 19     | Eddy Merckx                                                                |
| Maggior numero di vittorie nel Campionato del mondo (Prof./Elite)  | 3      | Alfredo Binda, Rik Van Steenbergen, Eddy Merckx, Óscar Freire, Peter Sagan |